# Нилгири (горный массив)

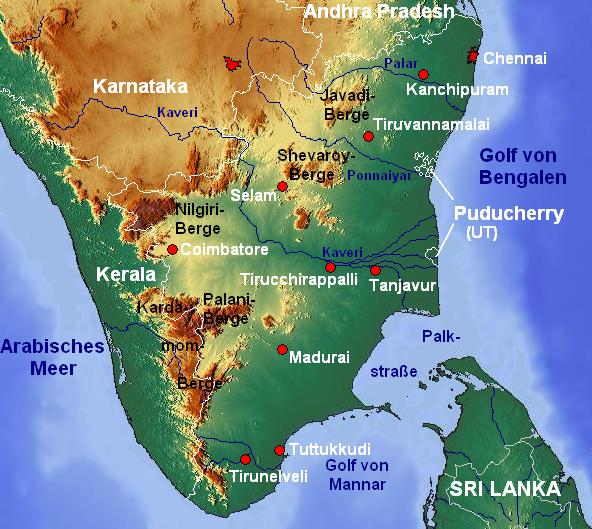
Массив Нилгири на карте юга Индии

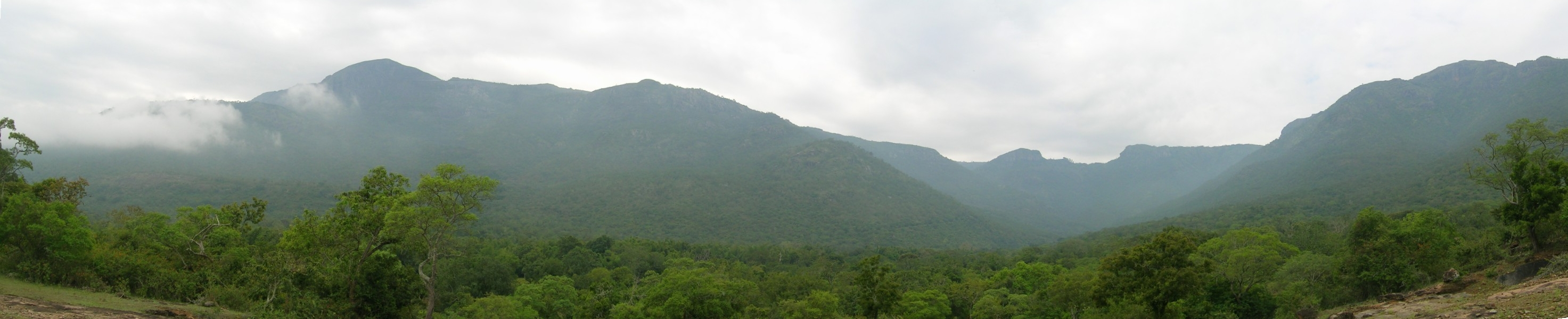
Панорама гор Нилгири

Нилги́ри (там. நீலகிரி, «голубые горы») — горный массив в штатах Тамилнад и Керала на юге Индии, часть горной цепи Западные Гхаты на краю плоскогорья Декан. Самая высокая точка Нилгири — гора Доддабетта (2637 м над уровнем моря). Главный населённый пункт региона — город Удагамандалам, расположенный на высоте 2200 м, с населением около 90 тысяч человек (2011). В горах Нилгири живут коренные народы (адиваси) бадага, кота, ирула и тода.
Климат в Нилгири значительно более прохладный, чем в тропических низовьях южной Индии. Ландшафт состоит из горных лесов и лугов. К животному миру Нилгири относится эндемический нилгирийский тар.
Основными экономическими опорами региона Нилгири являются выращивание чая и туризм. К достопримечательностям относится Горная железная дорога Нилгири, входящая во Всемирное наследие ЮНЕСКО. С 2000 года горы входят во всемирную сеть биосферных резерватов.